# Sporormia fimetaria
Sporormia fimetaria är en svampart som beskrevs av De Not. 1845. Sporormia fimetaria ingår i släktet Sporormia och familjen Sporormiaceae.  Arten är reproducerande i Sverige. Inga underarter finns listade i Catalogue of Life.